# Де Цольт, Маурилио
Маури́лио Де Цольт (итал. Maurilio De Zolt; 25 сентября 1950, Сан-Пьетро-ди-Кадоре, Венеция, Италия) — итальянский лыжник, олимпийский чемпион и чемпион мира. Специалист по длинным дистанциям. Спортивное прозвище — «Сверчок» (итал. Grillo). Самый возрастной олимпийский чемпион и призёр в истории всех лыжных видов спорта (43 года и 150 дней).
Родился на самом севере Италии в небольшом городке Сан-Пьетро-ди-Кадоре, в нескольких километрах от итало-австрийской границы.

## Спортивная биография

### Чемпионаты мира 1985 и 1987
Первый крупный международный успех к 34-летнему Маурилио пришёл в 1985 году на чемпионате мира в австрийском Зеефельде, где он выиграл 3 медали. До этого Де Цольт успел принять участие в 2 Олимпиадах (1980 и 1984), но не поднимался выше 6-го места в эстафете. В Зеефельде Маурилио сначала выиграл бронзу на дистанции 15 км классическим стилем, уступив финну Кари Хяркёнену и шведу Томасу Вассбергу. Через два дня Маурилио был членом эстафетной сборной Италии (Марко Альбарелло, Джорджо Ванцетта, Де Цольт, Джузеппе Плонер), которая лишь 6,5 секунд уступила в борьбе за золото норвежцам, опередив при этом сильную сборную Швеции. В последний день чемпионата Де Цольт стал вторым на дистанции 50 км классическим стилем, уступив более минуты только молодому Гунде Свану.
Через 2 года на чемпионате мира в Оберстдорфе Де Цольт поддержал почин Альбарелло, который 15 февраля на дистанции 15 км принёс Италии первое в истории золото чемпионатов мира по лыжным гонкам. 21 февраля Де Цольт победил на 50-километровой дистанции с раздельным стартом, более чем на 20 секунд опередив серебряного призёра знаменитого Томаса Вассберга, который там же в Оберстдорфе успел выиграть золото на 30 км с почти 2-минутным отрывом. Для Де Цольта эта победа осталась единственной в карьере в индивидуальных гонках на высшем уровне — он никогда не выигрывал даже этапов Кубка мира.

### Олимпийские игры 1988
В 1988 году на Олимпиаде в Калгари 37-летний Маурилио считался одним из главных фаворитов 50-километровой гонки свободным стилем с раздельным стартом. Де Зольт стартовал 64-м и на отметке 15 км шёл лишь 8-м, но уже к середине дистанции поднялся на третье место. На финиш итальянец пришёл с лучшим временем, но через несколько минут до финиша добрался швед Гунде Сван (69-й стартовый номер), который лидировал в гонке практически с самого начала и обогнал Де Цольта более чем на минуту. Для Свана это золото стало четвёртым на Олимпийских играх. Де Цольт в Калгари также выступил на 15 км (шестое место) и в эстафете (пятое место).

### Олимпийские игры 1992
На следующие 4 года Де Цольт ушёл в тень, и многим казалось, что лучшие годы лыжника, которому исполнилось 40 лет, уже позади. На чемпионате мира 1991 года в итальянском Валь-ди-Фьемме Де Цольт напомнил о себе, отметившись бронзой на дистанции 50 км свободным стилем, уступив шведам Торгни Могрену и Гунде Свану. В 1992 году на своей 4-й Олимпиаде в Альбервиле Де Цольт доказал, что ещё может показывать высочайшие результаты. Начал Олимпиаду Де Цольт неудачно — только 58-е место на 10 км и сход в гонке преследования. В эстафете, где итальянцы выиграли серебро, Де Цольт не участвовал. Традиционно в последний день Олимпиады состоялась мужская гонка на 50 км классическим стилем с раздельным стартом. Де Цольт почти с самого старта взял высокую скорость, которую не смог поддержать никто, кроме норвежца Бьорна Дэли, который уже успел выиграть в Альбервиле 2 золотые и 1 серебряную награду. Дэли лидировал в гонке с самого начала, его преимущество над Де Цольтом временами превышало 1,5 минуты, а на финише 24-летний норвежец опередил 41-летнего итальянца на 57 секунд. Третье место занял ещё один итальянец Джорджо Ванцетта, проигравший Де Зольту более 2 минут. Маурилио стал первым в истории призёром Олимпийских игр в лыжных видах спорта, котором исполнилось 40 лет.
Через год на чемпионате мира в Фалуне сборная Италии вновь выиграла серебро в эстафете, уступив норвежцам. Вместе с Де Цольтом за Италию бежали Альбарелло, Ванцетта, а также земляк Маурилио из Сан-Пьетро-ди-Кадоре Сильвио Фаунер.

### Олимпийские игры 1994
В 1994 году на Олимпиаде в Лиллехаммере 43-летний ветеран мировых лыжных гонок выступил на 3 дистанциях. На 30-километровой дистанции итальянец постепенно наращивал темп, но на финише был только пятым, более 40 секунд проиграв бронзовому призёру. 22 февраля состоялась эстафетная гонка 4×10 км. Де Цольт бежал на стартовом «классическом» этапе и передал эстафету третьим, немного уступив норвежцам и финнам. Затем за Италию бежали Альбарелло и Ванцетта, а на финальном этапе хозяевам, за которых бежал Дэли, противостоял Сильвио Фаунер. На финиш Фаунер и Дэли выкатили вместе, итальянец был чуть впереди. Норвежец попытался спуртовать из-за спины Фаунера, но ему не хватило скорости, и итальянцы стали олимпийскими чемпионами. Эта гонка стала одной из самых знаменитых в истории зимних Олимпийских игр, Норвегия была в шоке, а для мужской сборной Италии по лыжным гонкам это было лишь второе золото в истории после победы Франко Нонеса в 1968 году в Гренобле на дистанции 30 км. 43-летний Де Цольт стал самым возрастным олимпийским чемпионом и призёром в истории (в лыжных видах до сих нет ни одного чемпиона старше 40 лет). В последний день Олимпиады Де Цольт ещё принял участие в 50-километровой гонке, но остался в ней седьмым, более минуты проиграв бронзовому призёру. После Лиллехаммера Маурилио фактически завершил спортивную карьеру.
Де Цольт по профессии является пожарным и однажды занял второе место на чемпионате мира по подъёму на лестнице.
В 2006 году во время церемонии открытия Олимпийских игр в Турине Де Цольт вместе со своими партнёрами по «золотой» олимпийской эстафете 1994 года нёс олимпийский огонь на одном из последних этапов на олимпийском стадионе перед самым его зажжением знаменитой лыжницей Стефанией Бельмондо.